# Phare de Capo Grosso
Le phare de Capo Grosso (en italien : Faro di Capo Grosso) est un phare situé sur la pointe nord de l'île de Levanzo (îles Égades). Il appartient à la commune de Favignana en mer Méditerranée, dans la Province de Trapani (Sicile), en Italie.

## Histoire
Le phare a été construit en 1858 sur le point le plus haut du nord de l'île de Levanzo. Le phare dispose d'une unité d'énergie solaire et il est automatisé. Il est exploité par le service des phares de la Marina Militare.
La maison du gardien n'étant plus habitée elle est tombée en ruine. Le 12 octobre 2015, l'Agenzia del Demanio, qui gère les bâtiments publics, a décidé de le confier à des particuliers. Le phare a été attribué à une entreprise d'hôtellerie avec l'intention de transformer la maison du gardien en un centre de villégiature de six chambres.

## Description
Le phare  se compose d'une tour cylindrique en béton de 12 m de haut, avec galerie et lanterne sur une maison de gardiens d'un étage. Le bâtiment est peint en blanc et le dôme de la lanterne est gris métallisé. Il émet, à une hauteur focale de 68 m, trois éclats blancs toutes les 15 secondes. Sa portée est de 11 milles nautiques (environ 20 km).
Identifiant : ARLHS : ITA-208 ; EF-3120.3 - Amirauté : E1962 - NGA : 10000 .

## Caractéristiques dufeu maritime
Fréquence : 15 secondes (W)
- Lumière : 1 seconde
- Obscurité : 2 secondes
- Lumière : 1 seconde
- Obscurité : 2 secondes
- Lumière : 1 seconde
- Obscurité : 8 secondes

|                            |
| Îles Égades (localisation) |

|         |
| Levanzo |

### Lien connexe
- Liste des phares de la Sicile